# Rising (Rainbow-Album)
Rising (in manchen Ländern auch Rainbow Rising) ist das zweite Studioalbum der US-amerikanischen Rockband Rainbow. Es erschien im Mai 1976 und gilt als Klassiker des Hard Rocks sowie als Wegbereiter des Heavy Metal.

## Entstehung und Veröffentlichung
Die Erstveröffentlichung von Rising erfolgte am 17. Mai 1976 bei Polydor (Katalognummer: 2391 224). In den Vereinigten Staaten erschien das Album als Rainbow Rising bei Oyster Records (Katalognummer: OY-1-1601-2391). Das Album erschien in seiner Originalausführung als 8-Spur-Kassette (Katalognummer: 3827 224), LP (Katalognummer: 2391 224) und MC (Katalognummer: 3177 224) mit sechs Titeln. Im September 1986 erschien es erstmals als CD-Ausführung (Katalognummer: P33P 25021). Am 25. Februar 2011 erschien eine Deluxeversion mit je drei Remixen zu allen Liedern (Katalognummer: 5332266).
Geschrieben wurden alle Lieder gemeinsam von den Rainbow-Mitgliedern Ritchie Blackmore und Ronnie James Dio. Für die Aufnahme und Produktion zeichnete Martin Birch, in den Musicland Studios in München, verantwortlich. Blackmore behielt vom Line-up des Vorgängeralbums nur Sänger Dio. Neu kamen Bassist Jimmy Bain, Keyboarder Tony Carey und Schlagzeuger Cozy Powell hinzu. Die Band wurde in den Vereinigten Staaten zu dieser Zeit noch als Blackmore’s Rainbow geführt.

## Stil
Obgleich die beiden Hauptpersonen, Blackmore und Dio, die gleichen wie beim Vorgängeralbum Ritchie Blackmore’s Rainbow waren, ist mit „Rising“ ein deutlicher Stilwechsel verbunden. Insbesondere war die Ähnlichkeit zu Dios vorheriger Band Elf nunmehr verschwindend gering.
Auffallend im Vergleich zum Vorgängeralbum ist zunächst die deutlich gesteigerte Härte, an der auch der Stardrummer Cozy Powell, bis dato bereits bekannt durch Soloprojekte und insbesondere die Arbeiten mit Jeff Beck, einen nicht geringen Anteil hatte. Während der Vorgänger Gary Driscoll stark percussiven Elementen wie insbesondere der Kuhglocke zugeneigt war, dominiert bei Powell die Doublebass in Verbund mit harter Snare, wovon insbesondere das Intro von Stargazer zeugt. Vom Keyboard kommen standardmäßig Orgel- und Synthesizerklänge, während beim Debütalbum der Band und bei den Platten von Elf eher klassisches Instrumentarium wie Cembalo und Klavier prägendes Element gewesen waren.
Auffällig – abermals insbesondere im Vergleich zu den Vorgängeralben – zudem die Länge der Stücke der zweiten Seite. Sie besteht nur aus zwei, allerdings je über acht Minuten langen Titeln. Dabei war das schließende Stück A Light in the Black das erste von nachfolgend diversen Rainbow-Stücken, die durch ausufernde Soloduelle zwischen Gitarre und Keyboards – wie schon bei Deep Purple zwischen Blackmore und Jon Lord – auffallen. Spätere Vertreter dieses Genres waren insbesondere Gates of Babylon, Eyes of the World, Lost in Hollywood, Spotlight Kid und Death Alley Driver. Diese greifen auch die Tradition alter Deep-Purple-Stücke dieser Prägung wie z. B. Highway Star oder Burn, um nur die beiden bekanntesten zu nennen, auf. Indes stehen in den Soloteilen von A Light in the Black und vielen Nachfolgern bei Rainbow etwas weniger Klassikanleihen im Vordergrund. Stattdessen tauchen, auch in Nachfolgern, auffällig oft orientalische Zitate auf. Letzteres trifft auch deutlich auf das gesamte Stück Stargazer zu.

## Artwork
Das Frontcover wurde von Ken Kelly gestaltet. Es zeigt eine Faust, welche einen Regenbogen über einer felsigen Landschaft umfasst und stark an die biblische Sintflut-Geschichte erinnert.

## Titelliste
1. Tarot Woman – 5:58
2. Run with the Wolf – 3:48
3. Starstruck – 4:06
4. Do You Close Your Eyes – 2:58
5. Stargazer – 8:26
6. A Light in the Black – 8:12

## Rezeption

### Abmischungen und Remixalben
Diskussionsstoff bot über Jahre hinweg der Mix des Albums – insbesondere, als die 1986 veröffentlichte japanische CD-Edition einen anderen Mix aufwies als alle bis zu diesem Zeitpunkt veröffentlichten Tonträger des Albums. Laut Roy Davies, dem Autor von Rainbow Rising – The Story Of Ritchie Blackmore’s Rainbow, wurde das Album vor seiner Veröffentlichung an zwei verschiedenen Orten gemixt, einmal in Los Angeles und einmal in New York. Für die Erstveröffentlichung wurde schließlich der Mix aus New York verwendet. Der Mix aus Los Angeles tauchte, wie erwähnt, erstmals bei der japanischen CD-Erstveröffentlichung auf.
Größere, erkennbare Unterschiede des Los-Angeles-Mix zum New-York-Mix sind, dass das Intro zu „Tarot Woman“ ein bisschen länger dauert und der Fade-Out von „Run with the Wolf“ etwas später beginnt, somit also auch dieser Song ein paar Sekunden mehr Spielzeit aufweist. Außerdem sind beim Los-Angeles-Mix Bass, Keyboard und Backgroundgesang deutlich präsenter.
Auf der 2011 veröffentlichten Deluxe Edition sind beide Final Mixes sowie zusätzlich ein Rough Mix des Albums enthalten.

### Rezensionen
Metal.de schrieb, das Album habe Geschichte geschrieben. „Hier wurde nichts, aber absolut gar nichts falsch gemacht.“ 10 von 10 Punkten wurden vergeben.

### Bestenlisten
Die Redaktion der deutschen Metal-Zeitschrift Deaf Forever setzte 2023 den Song Stargazer auf den ersten Platz einer Liste der 200 besten Metal- und Hard-Rock-Songs aller Zeiten.
In der ersten Ausgabe des Magazins Kerrang! wurde Rising zum Nummer-eins-Album aller Zeiten gewählt.

## Kommerzieller Erfolg

### Chartplatzierungen
| ChartsChartplatzierungen       | Höchstplatzierung | Wochen/ Monate |
| ------------------------------ | ----------------- | -------------- |
| Deutschland (GfK)              | 38 (4 Mt.)        | 4 Mt.          |
| Vereinigte Staaten (Billboard) | 48 (… Wo.)        | … Wo.          |
| Vereinigtes Königreich (OCC)   | 11 (22 Wo.)       | 22 Wo.         |

### Auszeichnungen für Musikverkäufe
| Land/Region                  | Auszeichnungen für Musikverkäufe (Land/Region, Auszeichnung, Verkäufe) | Verkäufe |
| ---------------------------- | ---------------------------------------------------------------------- | -------- |
| Frankreich (SNEP)            | Gold                                                                   | 100.000  |
| Vereinigtes Königreich (BPI) | Silber                                                                 | 60.000   |
| Insgesamt                    | 1× Silber · 1× Gold ·                                                  | 160.000  |